# Beeston Castle
Beeston Castle er en borg i Beeston i Cheshire i England. Den ligger på en sandstensklippetop 107 m over Cheshire Plain. Den blev bygget i 1220'erne af Ranulf de Blondeville, 6. jarl af Chester (1170–1232), efter han var vendt tilbage fra korstog. I 1237 overtog Henrik 3.  Beeston, og den blev vedligeholdt og brugt til 1500-tallet, hvor den ikke længere var anvendelig, men den blev alligevel brugt i 1643 under den engelske borgerkrig. I 1646 blev den delvist ødelagt med overlæg, for at den ikke skulle kunne bruges militært.
I 1700-tallet blev den brugt som stenbrud.
I dag ligger borgen i ruiner. Murene omkring den ydre bailey og  omkring portbygningen i den indre bailey er med på National Heritage liste over fredede bygninger af 1. grad. Borgen er også et Scheduled Ancient Monument og ejet af English Heritage. Der går rygter om, at Richard 2.'s skat er på borgen, men selv om mange har søgt, er der aldrig fundet noget. 